# Geestenbezweerster van Endor

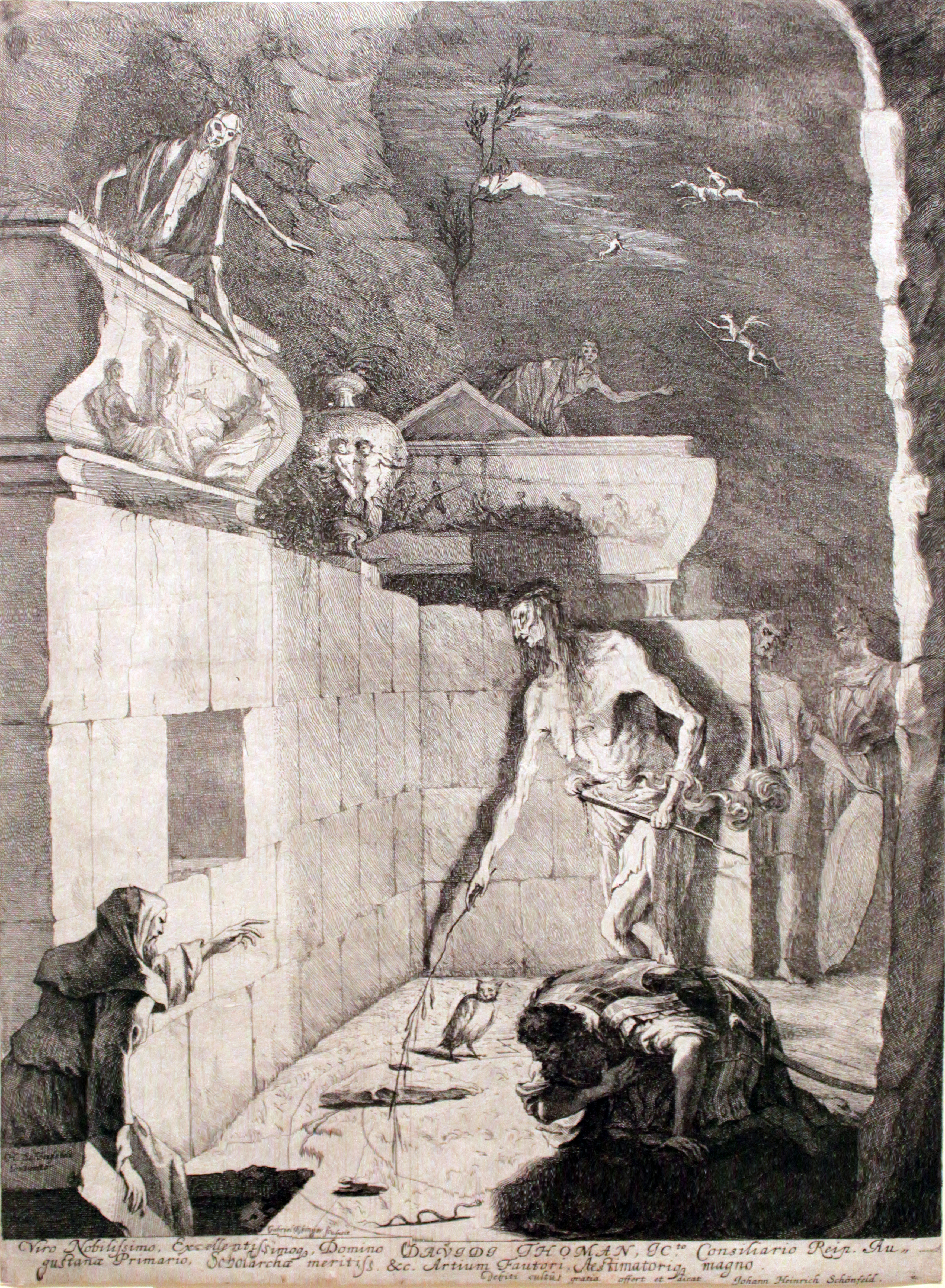
Saul spreekt tegen de geest van Samuel bij de heks van Endor. Gabriel Ehinger, 1675. Städelsches Kunstinstitut.

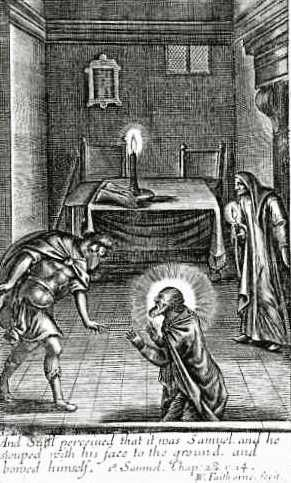
De Heks van Endor: van de frontispice bij Saducismus Triumphatus door Joseph Glanvill.

De geestenbezweerster van Endor of dodenbezweerster van Endor, ook wel de heks van Endor, is een verder naamloze vrouw in de Hebreeuwse Bijbel. Op verzoek van koning Saul van het koninkrijk Israël riep zij de geest op van de kort daarvoor overleden profeet Samuel. Het verhaal staat in 1 Samuel 28.

## Verhaal
Toen de Filistijnen zich opmaakten voor een slag met de Israëlieten, greep de angst koning Saul bij de keel. Hij raadpleegde JHWH, maar die gaf geen antwoord, noch in dromen, noch via orakelstenen, noch bij monde van profeten. Na de dood van Samuel had Saul een verbod op geestenbezwering en waarzeggerij uitgevaardigd. Nu liet hij toch voor zichzelf zoeken naar een dodenbezweerster. Zijn mannen vonden een vrouw in Endor die dat zou kunnen. Saul ging naar haar op weg en vermomde zich zodat hij niet herkend zou worden. Midden in de nacht kwam Saul aan. Hij verzocht de vrouw om Samuel op te roepen. De vrouw vroeg of het een valstrik was, omdat Saul dit had verboden, maar Saul overtuigde haar van het tegendeel.
Toen Samuel aan de vrouw verscheen nadat zij hem had opgeroepen, slaakte ze een ijselijke kreet. Zij begreep nu dat de bezoeker koning Saul zelf was. Saul stelde haar gerust en vroeg wat zij zag. Ze zei dat ze een "goddelijke gestalte" zag oprijzen, "een oude man, gehuld in een mantel". Saul wist nu dat het Samuel was. Hij knielde en boog diep.
Samuel vroeg waarom Saul zijn rust had verstoord door hem te laten oproepen. Saul vertelde dat hij ten einde raad was, omdat JHWH hem geen antwoord gaf. Samuel zei dat dit hem niet zou moeten verbazen, want JHWH had hem verstoten en het koninkrijk aan David gegeven. Daarom zou Saul de volgende dag ook verliezen van de Filistijnen en zouden Saul en zijn zonen de volgende dag "hier" - bij Samuel - zijn.
Saul schrok enorm en viel krachteloos op de grond, mede doordat hij de dag ervoor niets had gegeten. De vrouw zag dat Saul erg in de war was en drong er bij hem op aan om iets te eten. In eerste instantie weigerde Saul, maar toen ook zijn dienaren aandrongen, gaf hij toe en ging hij op het bed zitten. De vrouw slachtte snel een mestkalf en bakte brood. Nadat Saul en zijn dienaren het maal hadden gegeten, vertrokken zij.
De volgende dag werd het leger van Saul inderdaad door de Filistijnen verslagen, zoals de geest van Samuel had geprofeteerd. Saul pleegde daarop zelfmoord (1 Samuel 31:1-6).

## Taalkundige aspecten

### Hebreeuwse Bijbel
De vrouw wordt in het Hebreeuws aangeduid met בַּעֲלַת־אוֹב, ba‘ǎlat ’ôv, "heerser (v) over een dodengeest" of "heerser (v) over een put", namelijk een put die een verbinding maakte met het dodenrijk en daarmee het bevragen van de doden mogelijk maakte. Dat wil zeggen: zij beschikte over de kennis en middelen om met de overledenen in contact te treden (vergelijk 1 Kronieken 10:13).

### Septuagint
In de Septuagint (2e eeuw v.Chr.) wordt de vrouw ἐγγαστρίμυθος, engastrimythos genoemd. Dit betekent letterlijk "buikspreker", maar er wordt zeker geen kunstig vermaak mee bedoeld. Er wordt ook niet bedoeld dat de vrouw een buikspreker was in de zin van bedrog. De term 'buikspreker' duidt een persoon aan die als medium spreekt namens een geest of demon. Mogelijk werd gedoeld op een waarzegger die volgens populair gebruik tegen betaling op bijvoorbeeld een markt geconsulteerd kon worden.

### Vulgaat
In de Latijnse Vulgaat wordt de vrouw mulier habens pythonem genoemd, "een vrouw die een python bezit". De vulgaat geeft het Hebreeuwse woord אוֹב, ’ôv ook op andere plaatsen met python weer. De term verwijst naar pythia, het Orakel van Delphi. 
De Python was volgens de Griekse mythologie een monsterslang, die Delphi bewaakt zou hebben. De Python werd door Apollo als wraakneming gedood, omdat de python zijn moeder Leto had nagezeten. Na het doden van de python nam Apollo in Delphi de macht over. Sommige bronnen bevatten het verhaal dat de Python na zijn dood als half dierlijk, half demonisch wezen beschikte over mantische eigenschappen. De geur van zijn rottende lichaam zou de pythia, de priesteres en waarzegster van Delphi, hebben geïnspireerd. 
Nu in de Vulgaat een "buikspreker" als python werd aangeduid, zou hij als kleine waarzegger deelhebben aan dezelfde roeping als de beroemde orakelplaats uit het klassieke Griekenland.

### Kerkvaders
De Griekse en Latijnse Kerkvaders gebruikten voor de vrouw uit Endor dezelfde begrippen als de Septuagint en Vulgaat.

### Latere vertalingen
In vertalingen in het Duits en Engels na het midden van de 16e eeuw werd de vrouw als Hexe of witch, dat wil zeggen als "heks" aangeduid.

### Nederlands
In de Nederlandse Statenvertaling wordt de vrouw aangeduid als iemand die een waarzeggende geest heeft, dat wil zeggen een waarzegster. Ook in de Luthervertaling worden deze woorden gebruikt. In de Leidse vertaling wordt zij beschreven als "een vrouw die over een onderaardse geest beschikt." In De Nieuwe Bijbelvertaling wordt zij een dodenbezweerster genoemd.

## Interpretaties

### Jodendom
Flavius Josephus (1e eeuw n.Chr.) gaf een positieve interpretatie van het verhaal. De vrouw van Endor had Saul niet veracht, terwijl hij haar toch werkeloos had gemaakt door het oproepen van geesten te verbieden. De vrouw had integendeel medelijden met hem gehad en had hem getroost. Bovendien had zij haar enige kalf voor hem geslacht.
De Yalkut Shimoni (11e eeuw) identificeert de anonieme vrouw als de moeder van Abner. Op basis van de claim van de vrouw dat zij iets heeft gezien, en omdat Saul de stem heeft gehoord zonder een lichaam, suggereert de Yalkut dat dodenbezweerders of necromanciërs in staat zijn om de geesten van de doden te zien, maar niet in staat zijn om hun spraak te horen. Daarentegen kan de persoon voor wie de overledene is opgeroepen, de stem horen, maar kan hij niets van de geest zien.

### Christendom

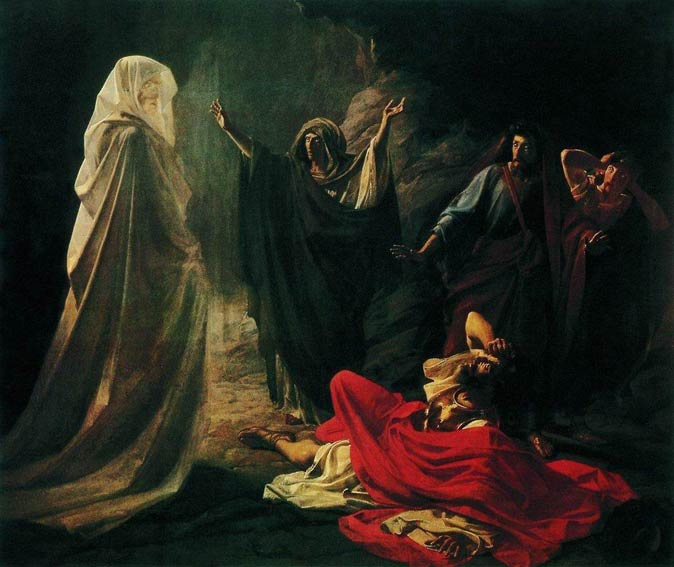
Heks van Endor door Nikolaj Ge, 1857.

#### Nieuwe Testament
Het verhaal over het oproepen van de dode Samuel en hem "zien" als levend kent een parallel met de passage over de gedaanteverandering van Jezus in het Nieuwe Testament waar Mozes en Elia op vergelijkbare wijze worden beschreven (Matteüs 17:3; Marcus 9:4,5; Lucas 9:30-33). Het toont aan dat er bepaalde tradities waren waarin de consensus was dat de dood niet het einde is.

#### Kerkvaders
Zoals hierboven vermeld, gebruikten de kerkvaders eenvoudig dezelfde termen als de Septuagint en Vulgaat. Voor Origenes en Eustathius van Antiochië was het vanzelfsprekend dat de vrouw van Endor een buikspreker was. De seance was duidelijk bedrog. Gregorius van Nyssa beweerde dat het verhaal niet de werkelijkheid, maar de ervaring van Saul weergaf.

#### Vanaf Luther
Pas later ontstond het theologische debat over het verhaal van koning Saul en de geestenbezweerster van Endor. Centraal hierbij stond de aanname dat Samuel niet werkelijk uit het dodenrijk kon zijn opgestegen.
In de Lutherbijbel van 1592 annoteerde men bij de vertaling dat de vrouw van Endor niet de geest van Samuel had opgeroepen, maar een duivel of demon die een vorm of een verschijning aannam. De vrouw zou dus in verbinding staan met duistere machten of daar zelfs ten dienste van staan. In deze periode van heksenjachten werd al snel de conclusie getrokken dat de vrouw van Endor een heks moest zijn. Het verhaal moest aantonen hoe slecht het zou aflopen met mensen die aan hekserij deden en werd zelfs als argument gebruikt voor heksenjacht. Toch gebruikt de Lutherbijbel zelf niet de term heks en paste Maarten Luther die term ook nergens toe op de vrouw van Endor.
De oudste bestempeling van de vrouw van Endor als heks is waarschijnlijk van Johannes Calvijn. In zijn Homilien 98-101 legde hij 1 Samuel 28 uit en beschuldigde hij de vrouw van Endor meerdere keren – mogelijk met gebruik van de weergave in de Vulgaat van כֶּשֶׁף, kæšæf in 2 Koningen 9:22 – als veneficia, "heks", maar letterlijk "gifmengster". Daarna gebruikte hij de term malefica, "onheilsbrenger" voor de vrouw van Endor, een term die werd overgenomen door de arts Johannes Wier (Johann Weyer) in zijn standaardwerk tegen heksenjacht De praestigiis daemonum, et incantationibus, ac veneficiis. De Duitse uitgave daarvan gebruikte niet Hexe, maar Zeubererin, "tovenares".
De Geneva Bible (1560) was duidelijk beïnvloed door Calvijns ideeën en geeft 1 Samuel 28 als titel: Saúl consulteth with a witche, "Saul raadpleegt een heks".
Koning James van Engeland protesteerde in zijn filosofische verhandeling Daemonologie uit 1597 tegen de vertaling "buikspreker" in de Septuagint. Hij stelde dat Satan zichzelf kan vermommen als een heilige, daarbij verwijzend naar 2 Korinthiërs 11:14: "niemand minder dan Satan vermomt zich als een engel van het licht". James beschreef de vrouw van Endor als "De Pythia van Saul", waarmee hij haar vergeleek met de Pythia uit de Griekse mythologie en het orakel van Delphi. Koning James was ervan overtuigd dat de vrouw van Endor de necromantie beoefende, het voorspellen van de toekomst op basis van contact met de doden.
De Franse Benedictijn Antoine Augustin Calmet noemde de vrouw van Endor kort in zijn Traité sur les apparations des esprits et sur les vampires ou les revenans de Hongrie, de Moravie, &c., "Verhandeling over verschijningen van geesten en vampieren" (1759) en zegt dat – volgens het joodse geloof in zijn tijd – de geest van een dode gedurende een jaar na het sterven van een lichaam ronddoolt en: "gedurende dit jaar riep de pythia van Endor de ziel van Samuel op, want na dit jaar zou het oproepen geen invloed meer hebben op zijn geest."

#### Hedendaagse interpretaties
Tegenwoordig wordt de vrouw van Endor vaak beschouwd als "wijze vrouw". Centraal hierin staan haar transcendente vaardigheden. De maaltijd die zij bereidde voor Saul wordt soms beschouwd als een teken van haar hulpvaardigheid voor Saul of zelfs als onderdeel van een cultisch ritueel. Barbara Green gaat hierin verder en ziet de vrouw van Endor als een "wijsheidsfiguur" en ziet de wijsheid "als Gods tastbare afgezant en oude vertrouweling, gemalin en adviseur van koningen."
Irmtraut Fischer beschouwt de vrouw als een profetes, ook al was ze een valse. Het slachten van haar kalf plaatste haar in de profetische traditie van Elisa (zie bijvoorbeeld 1 Koningen 19:19-21). Bovendien grijpt het verhaal terug op de profetenwet in Deuteronomium 18:9-14. Hoewel de vrouw een ware profetie doorgaf, wordt zij nergens profetes genoemd. Haar optreden lijkt eerder op dat van een medium.
De Engelse theoloog Joyce Baldwin schrijft: "Het incident zegt niets over het waarheidsgehalte van beweringen over het raadplegen van de doden die mediums uiten, omdat er indicaties zijn dat dit ook een bijzondere gebeurtenis was voor de vrouw, en omdat het angstaanjagend voor haar was, omdat zij niet de controle had over de verschijning van de geest."

### Volgens het spiritisme
Spiritisten hebben het verhaal gezien als bewijs van het bestaan van mediums in de oudheid. Het verhaal werd aangehaald in debatten tussen spiritisten en christelijke critici. "De vrouw van Endor was een medium, aardig, eerlijk, gezagsgetrouw, en veel meer op Christus lijkend dan" ... christelijke critici van het spiritisme, aldus een spiritist uit Chicago in een artikel uit 1875.

## Culturele verwijzingen
- De vrouw verschijnt als personage in verschillende oratoria:
  - Mors Saulis et Jonathae c. 1682 door Charpentier
  - Guilty Night: Saul and the Witch of Endor (1691) van Henry Purcell
  - Saul (1738) door George Frideric Handel
  - Le Roi David (1921) van Honegger
- In dansmuziek en ballet
  - The Witch of Endor (1969) door Louis Hardin
  - In 1965 vond de première plaats van het ballet The Witch of Endor met choreografie en kostuums van Martha Graham, muziek van William Schuman.
- In opera's:
  - David et Jonathas (1688) door Charpentier
  - Saul og David (1902) door Carl Nielsen.
- In de literatuur:
  - Een jaar na de dood van zijn zoon schreef Rudyard Kipling het gedicht En-Dor (1919), over de vermeende communicatie met de doden.
  - Shaul Tchernichovsky schreef het gedicht Endor, over de ontmoeting van Saul met de vrouw. De schrijver, die ook naar Saul genoemd is, laat veel empathie zien met de ongelukkige koning.
  - De Vlaamse schrijver René De Clercq schreef in 1934 een treurspel Saul en David, waarin de scène met de waarzegster voorkomt.
- In de beeldende kunst bestaan talloze werken over de Bijbelse episode, waaronder:
  - Saul bij de heks van Endor, een schilderij van Jacob Cornelisz. van Oostsanen.